# Індекс ММВБ
Індекс ММВБ — офіційний зведений біржовий індекс Закритого акціонерного товариства «Фондова біржа Московська міжбанківська валютна біржа» (ФБ ММВБ). Індекс ММВБ (розраховується з 22 вересня 1997 року, з 28 листопада 2002 назву «Зведений фондовий індекс ММВБ» змінено на «Індекс ММВБ») являє собою зважений за ефективної капіталізації індекс ринку найліквідніших акцій російських емітентів, допущених до обігу на ММВБ. Таким чином, розрахунок капіталізації емітентів, що входять в Індекс, ведеться за принципом «free-float», тобто враховуються тільки акції у вільному обігу. Методикою розрахунку Індексу ММВБ передбачено наявність сучасної системи індекс-менеджменту, що включає створення індексного комітету та визначає принципи включення цінних паперів у базу розрахунку індексу, засновані на експертній оцінці. Індекс ММВБ перераховується в реальному часі при вчиненні в режимі основних торгів нової угоди з акціями, включеними до бази розрахунку індексу. 
У базу розрахунку індексу ММВБ входять цінні папери — звичайні і/або привілейовані акції 30-ти емітентів, таких як: ВАТ «Аерофлот», ВАТ «АвтоВАЗ», ВАТ «Северсталь», ВАТ «Газпром», ГМК «Норильський Нікель», ВАТ «ГідроОГК», ВАТ «Лукойл», ВАТ «ММК», ВАТ «Банк Москви», ВАТ «Мосенерго», ВАТ «Мобільні ТелеСистеми», ВАТ «Новолипецький металургійний комбінат», ВАТ «НОВАТЕК», ВАТ «ОГК-3», ВАТ «ОГК-5», ВАТ «Полюс Золото», ВАТ «Поліметал», ВАТ «РБК Інформаційні Системи», ВАТ «НК Роснефть», ВАТ «Ростелеком», ВАТ Сбербанк Росії, ВАТ« Газпром нефть», ВАТ «Сургутнефтегаз», ВАТ «Татнефть», ВАТ «Транснефть», ВАТ «Уралсвязьинформ», ВАТ ВТБ Банк, ВАТ «Волгателеком».

## Відмінності індексів РТС і ММВБ
Індекс РТС будується за цінами акцій, вираженим у доларах, а ММВБ — в рублях. На динаміку індексу РТС впливає зміна курсу долара — якщо долар падає, РТС росте на цю ж величину. РТС був зручний за часів сильної інфляції, коли рубль стрімко падав, а долар був відносно стабільний. 
Індекс РТС розраховується з акцій 50 емітентів, а ММВБ — 30, у цьому перевага індексу РТС: він охоплює ширший ринок, але обсяги торгів на біржі ММВБ на порядок вищі обсягів на біржі РТС, що є перевагою індексу ММВБ в об'єктивності відображення динаміки ринку.